# ماسانوبو آئویاگی
ماسانوبو آئویاگی (ژاپنی: 青柳 雅信؛ زادهٔ ۱ سپتامبر ۱۹۸۵) یک بازیکن فوتبال اهل ژاپن است.
از باشگاه‌هایی که در آن بازی کرده‌است می‌توان به باشگاه فوتبال شونان بلمار، باشگاه فوتبال گاینار توتوری و باشگاه فوتبال فوکوشیما یونایتد اشاره کرد.